# Municipio de Concepción Pápalo
El municipio de Concepción Pápalo es uno de los 570 municipios en que se encuentra dividido el estado mexicano de Oaxaca, localizada en el norte del estado en la Región Sierra de Flores Magón y su cabecera es la población de Concepción Pápalo.

## Geografía
El municipio de Concepción Pápalo se encuentra localizado al norte del estado de Oaxaca, formando parte de la Región Sierra de Flores Magón y del Distrito de Cuicatlán, su extensión territorial es de 94.4 kilómetros que equivalen al 0.1% del territorio estatal, sus coordenadas geográficas extremas son 17° 48' - 17° 56' de latitud norte y 96° 41' - 96° 57' de longitud oeste; su territorio es accidentado y de extremos, fluctuando su altitud entre un mínimo de 900 y un máximo de 3 200 metros sobre el nivel del mar.
Limita al oeste y al norte con el municipio de San Juan Bautista Cuicatlán, al extremo norte con el municipio de Cuyamecalco Villa de Zaragoza, al noreste con el municipio de San Miguel Santa Flor y con el municipio de San Francisco Chapulapa, al este con el municipio de San Pedro Sochiápam, al sureste con el municipio de Santa María Pápalo y al sur con el municipio de Santos Reyes Pápalo.

## Demografía
De acuerdo con los resultados del Censo de Población y Vivienda de 2010 realizado por el Instituto Nacional de Estadística y Geografía la población total del municipio de Concepción Pápalo es de 3 071 habitantes, de los que 1 537 son hombres y 1 534 son mujeres.

### Localidades
En el municipio de Concepción Pápalo se localizan 14 localidades, las principales y su población en 2010 se enlistan a continuación:
| Localidad                  | Población |
| Total Municipio            | 3 071     |
| San Lorenzo Pápalo         | 706       |
| Concepción Pápalo          | 674       |
| Peña Blanca                | 391       |
| Coápam de Guerrero         | 350       |
| San Francisco Pueblo Nuevo | 308       |
| Tecomaltianguisco          | 143       |

## Política
El municipio de Concepción Pápalo es uno de los 570 municipios oaxaqueños que para la elección de sus autoridades se rige por el principio denominado usos y costumbres, es decir, en ellos no opera el sistema de elección mediante partidos políticos que funciona en todos los restantes municipios de México, como un medio para preservar y proteger las costumbres y cultura del lugar. El periodo constitucional comienza el día 1 de enero del año siguiente a su elección. y el Ayuntamiento se integra por el presidente municipal, un Síndico y un cabildo formado por cinco regidores.

### Subdivisión administrativa
El municipio de divide en cinco agencias municipales: Coápam de Guerrero, San Francisco, Peña Blanca, Tecomaltianguisco y San Lorenzo Pápalo.

### Representación legislativa
Para la elección de diputados locales al Congreso de Oaxaca y de diputados federales a la Cámara de Diputados federal, La Compañía se encuentra integrado en los siguientes distritos electorales:
Local:
- XVII Distrito Electoral Local de Oaxaca con cabecera en Teotitlán de Flores Magón.[5]

Federal:
- Distrito electoral federal 2 de Oaxaca con cabecera en Teotitlán de Flores Magón.[6]

### Presidentes municipales
- (1997 - 1998): Pedro Vigil Neri
- (1999 - 2001): Armando Contreras Castillo
- (2002 - 2004): José Álvaro Neri Lara
- (2005 - 2007): Rogelio Gómez Cortés
- (2008 - 2010): Plácido Avendaño López
- (2011 - 2013): Álvaro Loreto Chacón Márquez
- (2013 - 2015):  Ismael Agama Vigil